# Lorient Gaelic Athletic Club
 (janvier 2025).
La mise en forme du texte ne suit pas les recommandations de Wikipédia : il faut le « wikifier ».
Les points d'amélioration suivants sont les cas les plus fréquents :
- Les titres sont pré-formatés par le logiciel. Ils ne sont ni en capitales, ni en gras.
- Le texte ne doit pas être écrit en capitales (les noms de famille non plus), ni en gras, ni en italique, ni en « petit »…
- Le gras n'est utilisé que pour surligner le titre de l'article dans l'introduction, une seule fois.
- L'italique est rarement utilisé : mots en langue étrangère, titres d'œuvres, noms de bateaux, etc.
- Les citations ne sont pas en italique mais en corps de texte normal. Elles sont entourées par des guillemets français : « et ».
- Les listes à puces sont à éviter, des paragraphes rédigés étant largement préférés. Les tableaux sont à réserver à la présentation de données structurées (résultats, etc.).
- Les appels de note de bas de page (petits chiffres en exposant, introduits par l'outil «  Source ») sont à placer entre la fin de phrase et le point final[comme ça].
- Les liens internes (vers d'autres articles de Wikipédia) sont à choisir avec parcimonie. Créez des liens vers des articles approfondissant le sujet. Les termes génériques sans rapport avec le sujet sont à éviter, ainsi que les répétitions de liens vers un même terme.
- Les liens externes sont à placer uniquement dans une section « Liens externes », à la fin de l'article. Ces liens sont à choisir avec parcimonie suivant les règles définies. Si un lien sert de source à l'article, son insertion dans le texte est à faire par les notes de bas de page.
- La présentation des références doit suivre les conventions bibliographiques. Il est recommandé d'utiliser les modèles {{Ouvrage}}, {{Chapitre}}, {{Article}}, {{Lien web}} et/ou {{Bibliographie}}. Le mode d'édition visuel peut mettre en forme automatiquement les références.
- Insérer une infobox (cadre d'informations à droite) n'est pas obligatoire pour parachever la mise en page.

Pour une aide détaillée, merci de consulter Aide:Wikification.
Si vous pensez que ces points ont été résolus, vous pouvez retirer ce bandeau et améliorer la mise en forme d'un autre article.
Le Lorient Gaelic Athletic Club est le 9e club de football gaélique en Bretagne. Il a été fondé en juillet 2012.

## Historique

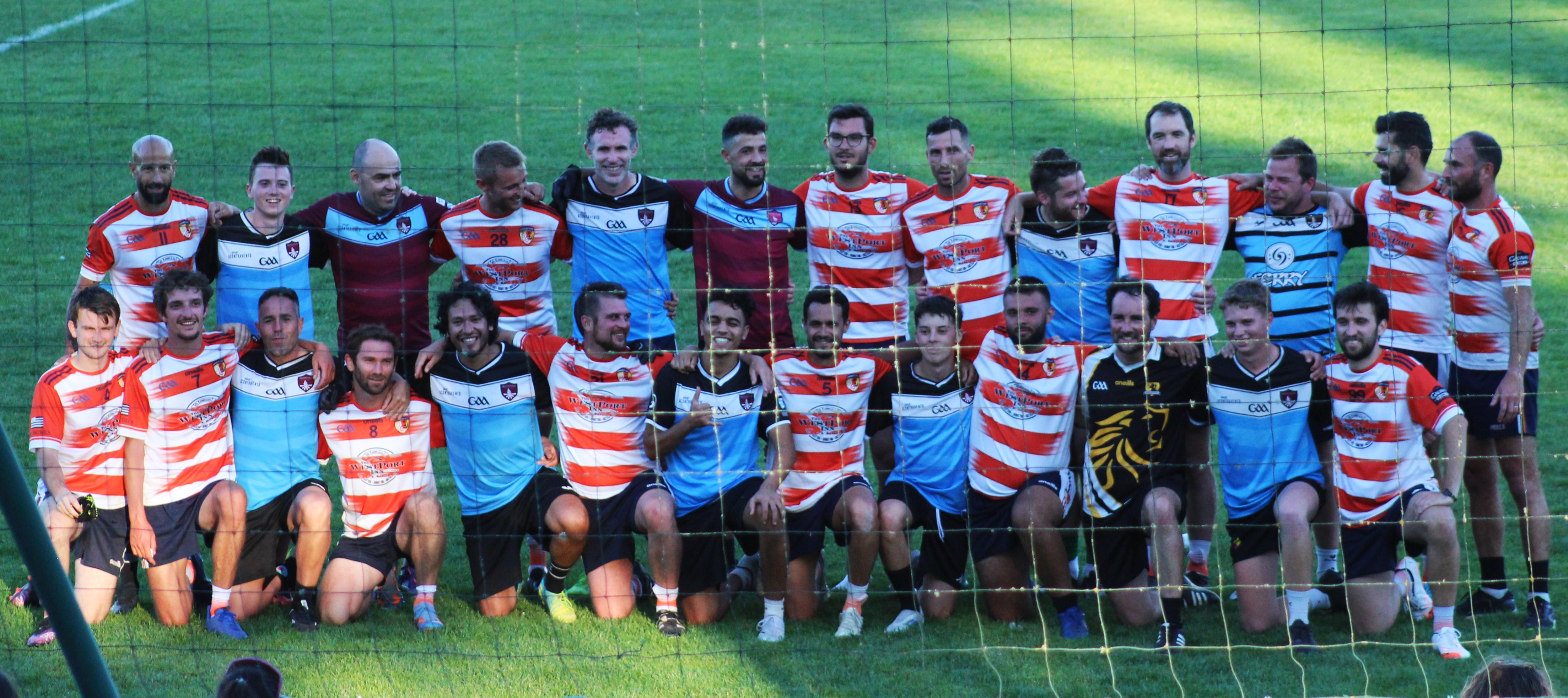
Le Lorient GAC et le Keltoi Vigo à l'issue d'un match amical en 2025.

Fondé en juillet 2012, le Lorient GAC est le 9e club de football gaélique en Bretagne. 
L'équipe a choisi le surnom des éléphants pour plusieurs raisons : l'aspect imposant et puissant de l'animal, le souvenir de l'éléphant de Joumone, cadeau royal débarqué et hébergé six mois à Lorient en 1772, et la similitude avec les footballeurs de Côte d'Ivoire qui évoluent également en orange et portent ce surnom.
Le club s'est développé très rapidement en accueillant un nombre important d'adhérents dès la première saison, leur permettant de s'engager aussitôt dans le championnat de Bretagne de football gaélique. L'équipe termine ses premières saisons en milieu de tableau.
À l'occasion de la Saint-Patrick 2013, le club a la chance de jouer une rencontre en lever de rideau d'un match de football de Ligue 1 entre le FC Lorient et le Stade brestois, à cette occasion le Lorient GAC reçoit le GF Bro-Leon de Brest.
L'équipe participe à plusieurs reprises à des rencontres européennes, à Maastricht, Paris, Athlone, Vigo et Madrid.
En juin 2013, le club remporte son premier trophée dans le cadre du challenge annuel organisé à Monterfil.
Le 3 août 2014, le Lorient GAC a l'honneur de recevoir le président Irlandais Michael D. Higgins dans le cadre du festival interceltique de Lorient. Quelques semaines plus tard, le club est l'un des premiers en France a lancer une section pour les jeunes de 8 à 14 ans.
La saison 2014-2015 voit le club franchir un palier : l'équipe première se qualifie pour la Division 1 du championnat de Bretagne et remporte la seconde édition du Challenge Morbihan, compétition créée l'année précédente avec le club de Vannes.

## Palmarès
| Saisons   | Championnat de Bretagne | Coupe de Bretagne | Championnat de France | Euroligue         | Challenge Morbihan | Challenge de Monterfil |
| --------- | ----------------------- | ----------------- | --------------------- | ----------------- | ------------------ | ---------------------- |
| 2012-2013 | 6e                      | 1er tour          | 4e du Bouclier        | x                 | x                  | Vainqueur              |
| 2013-2014 | 7e                      | Demi-finale       | Absent                | 4èmes en Junior A | Finaliste          | 8ème                   |
| 2014-2015 | x                       | x                 | x                     | 5èmes à Madrid    | Vainqueur          | x                      |
| 2015-2016 |                         |                   |                       |                   |                    |                        |
| 2016-2017 |                         |                   |                       |                   |                    |                        |
| 2017-2018 |                         |                   |                       |                   |                    |                        |
| 2018-2019 | 5e de D3                |                   |                       |                   |                    |                        |
| 2019-2020 |                         |                   |                       |                   |                    |                        |